# Comore-szigeteki bülbül
A Comore-szigeteki bülbül (Hypsipetes parvirostris) a verébalakúak (Passeriformes) rendjébe, ezen belül a bülbülfélék (Pycnonotidae) családjába tartozó faj.

## Rendszerezése
A fajt Alphonse Milne-Edwards és Émile Oustalet írták le 1885-ben.

## Előfordulása
A Comore-szigetekhez tartozó Grande Comore szigetén honos. Természetes élőhelyei a szubtrópusi vagy trópusi síkvidéki és hegyi esőerdők. Állandó, nem vonuló faj.

## Megjelenése
Testhossza körülbelül 25 centiméter.

## Életmódja
Gyümölcsökkel és bogyókkal táplálkozik.

## Természetvédelmi helyzete
Az elterjedési területe nagyon kicsi, egyedszáma 10 000 példány alatti és csökken. A Természetvédelmi Világszövetség Vörös listáján mérsékelten fenyegetett fajként szerepel.